# Herb Strzelec Opolskich

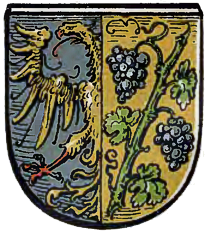
Herb Strzelec z XIX wieku (według Otto Huppa)

Herb Strzelec Opolskich – jeden z symboli miejskich Strzelec Opolskich. Jest to także herb gminy Strzelce Opolskie.

## Wygląd i symbolika
Herb przedstawia podłużną zwężającą się ku dołowi tarczę dwudzielną w słup, składającą się z dwóch pól – niebieskiego i żółtego. W prawym polu (strony heraldycznej) na niebieskim tle znajduje się pół orła złotego, w lewym polu na żółtym tle ukośnie ustawiona gałązka winorośli z jednym niebieskim gronem i trzema zielonymi listkami. 
Orzeł górnośląski nawiązuje do Piastów opolskich, w których rękach znajdowały się Strzelce Opolskie i z którymi związana była lokacja miasta w 1290 roku. Gałązka winnej latorośli - symbolizująca tradycyjną uprawę winorośli przez mieszczan w XVI wieku, obecnie znamię samorządu miejskiego. W początkowej wersji zastępowała ją gałązka chmielu.

## Historia
Herb Strzelec Opolskich należy do najstarszych herbów miejskich na Śląsku Opolskim. Motywy herbu pojawiły się już na najstarszej pieczęci miejskiej z XIV wieku – pół orła po prawej stronie oraz ukośnie ułożone trzy gałązki o trzech pędach po lewej. Na pieczęci z 1600 roku widać już gałązkę winorośli.